# SMS Wittelsbach

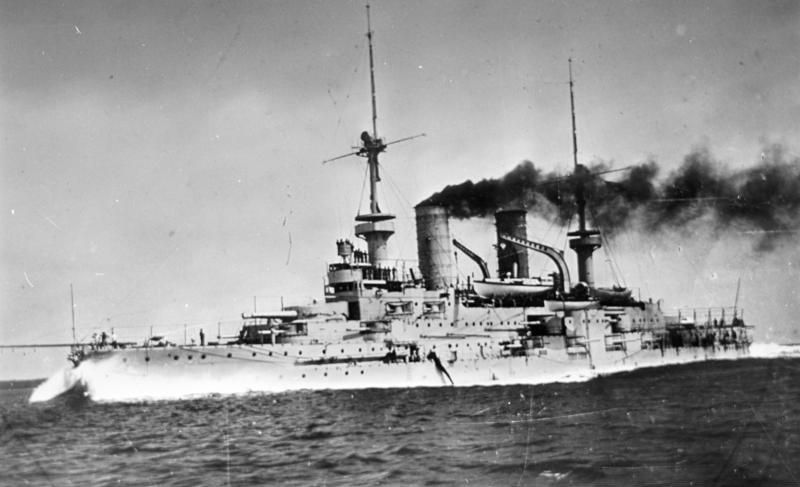
Photographie du SMS Wittelsbach

Le SMS Wittelsbach est un cuirassé de la marine impériale allemande, premier de la classe Wittelsbach. Il a été lancé le 3 juillet 1900. C'est le premier navire de guerre d'importance à avoir été construit après la loi navale de l'amiral Tirpitz en 1898.

## Données techniques
Les navires de ligne de la classe Wittelsbach, mesurent 127 m de longueur, ont un déplacement de 11 775 t et une vitesse de 18 nœuds. L'équipage du SMS Wittelsbach était composé de 33 officiers et de 650 sous-officiers et hommes d'équipage. Lorsqu'il était navire amiral de son escadre, il y avait en plus un état-major de 13 officiers et 66 sous-officiers à bord.
Son armement consiste, comme pour les navires de la classe Kaiser Friedrich, en quatre canons de 24 cm, dix-huit de 15 cm et douze de 8,8 cm. Il comporte aussi douze canons Horchkiss de 3,7 cm et six lanceurs de torpilles.

## Service
Le navire est bâti pour un coût de 22 740 000 marks au chantier impérial naval de Wilhelmshaven. Il est baptisé du nom de la dynastie des Wittelsbach en Bavière, lancé le 3 juillet 1900 et mis en service le 15 octobre 1902.
Il est affecté à la 1re escadre et devient, le 1er mars 1903, navire amiral de l'amiral en second et, à partir du 1er octobre 1904, naviral amiral de la Ire escadre qui comprend les quatre autres pré-dreadnoughts de la classe Wittelsbach, ainsi que les quatre navires de la classe Kaiser Friedrich. Les SMS Schlesien et SMS Hannover la rejoignent en septembre 1908, ce dernier remplaçant le SMS Wittelsbach en tant que navire amiral.
Le SMS Wittelsbach est mis hors service pour travaux, le 20 septembre 1910, et remplacé par le SMS Posen. Il est remis en service, le 16 novembre 1911, et affecté à la division de réserve de la mer du Nord, puis quelques mois plus tard à celle de la mer Baltique, basée à Kiel. Pendant sa période d'exercices habituelle, le SMS Wittelsbach reçoit la mission de transporter une statue de Frithjof (en) à Balholmen du 5 au 7 juillet 1913 et de la débarquer. Cette statue est un don du Kaiser Guillaume II au roi Haakon VII de Norvège à qui il rend visite le 31 juillet à bord de son yacht, le SMY Hohenzollern.

### Première Guerre mondiale
À la déclaration de guerre, le SMS Wittelsbach devient navire amiral de la IVe escadre de la Hochseeflotte qui est chargée de surveiller la mer Baltique et qui est commandée par l'ancien inspecteur de l'artillerie de marine, le vice-amiral Ehrhard Schmidt. L'escadre est formée de ses sister-ships, les SMS Wettin, SMS Zähringen, SMS Schwaben et SMS Mecklenburg, ainsi que des SMS Braunschweig et SMS Elsaß.
L'unité se rend d'urgence le 26 août 1914 en mer Baltique orientale, après avoir appris le naufrage la veille du SMS Magdeburg au cours d'une attaque russe près de l'île d'Odensholm, mais elle est de retour à Bornholm, le 28 août. L'action suivante a lieu du 3 au 9 septembre sous le commandement du prince Henri, frère de l'empereur et commandant des forces navales de la mer Baltique, en vue de préparer le soutien d'un débarquement de troupe (qui sera reporté quelques mois plus tard) à Libau et de miner le golfe de Finlande. Y prennent part le croiseur cuirassé SMS Blücher (navire amiral), les sept cuirassés, cinq croiseurs légers et vingt-quatre torpilleurs. Le petit croiseur SMS Augsburg se trouve le 6 septembre confronté aux croiseurs cuirassés russes Bayan et Pallada, au nord de l'île de Dagö, alors qu'il minait les environs; il arrive à prendre la fuite, et les deux navires russes, évitant la confrontation, retournent dans le golfe de Finlande. Il n'y a pas eu de bataille navale, les Allemands n'ayant pas réussi à faire sortir les Russes de leur zone.
L'escadre est du 11 au 20 septembre en mer du Nord, puis retourne en mer Baltique. La IVe et la Ve escadres, avec le prince Henri à bord du Braunschweig, se trouvent menacées par un sous-marin ennemi, le 22 septembre, et finalement le danger est évité. Les navires de l'escadre poursuivent leurs exercices par la suite en mer du Nord et leurs missions de surveillance, notamment aux embouchures de l'Elbe et de la Jade. Le SMS Wittelsbach y stationne du 4 décembre 1914 au 2 avril 1915, date à laquelle il retourne à Kiel pour travaux de réparations.
Au début du mois de mai 1915, la VIIIe division formée des Wittelsbach, Wettin, Schwaben et Mecklenburg reçoit l'ordre du vice-amiral Schmidt d'opérer en mer Baltique jusqu'à l'île d'Utö, afin d'intercepter tout navire russe, tandis que les forces terrestres s'emparent de Libau; mais elle ne rencontre aucun navire de la marine impériale russe. Jusqu'en juillet 1915, le Wittelsbach est chargé de la surveillance côtière en mer du Nord, avec quelques actions ponctuelles en Baltique en juillet (autour de Gotska Sandön et dans le détroit d'Irbe); mais finalement son escadre est mise hors combat, car l'état-major de la Hochseeflotte prend conscience que les navires de la IVe escadre sont dépassés par les dreadnoughts russes de la classe Gangut, plus rapides et mieux armés.
Entretemps au mois de mai, la IVe escadre avait été chargée de soutenir le débarquement des troupes à Libau préparant une marche au nord-est en direction de Saint-Pétersbourg (qui sera bloquée).
Le SMS Wittelsbach retourne à Libau pour y assurer la sécurité et devient navire amiral du nouveau commandant de l'escadre, le vice-amiral Friedrich Schultz. Il prend part du 9 au 11 septembre 1915 à une opération en direction de l'île de Gotland, avec ses quatre sister-ships. Le Wittelsbach quitte définitivement Libau le 10 novembre pour Kiel. Il est ancré au lac de Schick, pour servir de navire cible. Son équipage est réduit au début de l'année suivante.
Il est ensuite transféré à Wilhelmshaven pour servir un temps de tender d'aviation; puis de dépôt de mines, après la guerre. Il est rayé des listes en mars 1921 et vendu le 7 juillet suivant pour 3 561 000 marks à une entreprise de démolition navale de Wilhelmshaven.